# Rhyothemis resplendens
Rhyothemis resplendens – gatunek ważki z rodziny ważkowatych (Libellulidae).